# Rå
Un rå est un être surnaturel, gardien ou protecteur d'un lieu particulier, issu du folklore scandinave. 
Rå (pluriel : rår) est un mot suédois ; ces êtres sont aussi présents dans la culture sami, où ils sont appelés radie. 
Les différentes espèces de rår sont distinguées en fonction des différentes sphères de la nature auxquelles elles sont associées : on trouve parmi les rår des gardiens des forêts (skogsrået en Suède, huldres en Norvège), des montagnes (bergsrå), des eaux douces, rivières ou lacs (sjörå), , des eaux salées ( havsrå).
Chaque objet, animal ou plante avait son propre rå qui le protégeait. Un rå pouvait également avoir un pouvoir de protection sur des lieux et des objets appartenant à des humains, comme le skeppsrået (rå du bateau) ou le gruvrået (rå de la mine).
Les rår peuvent apparaître sous forme animale ou sous la forme d'un homme ou d'une femme ; le skogsrå et le bergsrå sont généralement décrits comme féminins.